# هاردي ستريكلاند
هاردي ستريكلاند هو سياسي أمريكي، ولد في 24 نوفمبر 1818 في مقاطعة جاكسون في الولايات المتحدة، وتوفي في 24 يناير 1884. انتخب عضو مجلس نواب جورجيا ‏.